# (4488) Tokitada
(4488) Tokitada est un astéroïde de la ceinture principale.

## Description
(4488) Tokitada est un astéroïde de la ceinture principale. Il fut découvert le 21 octobre 1987 à Toyota par Kenzo Suzuki et Takeshi Urata. Il présente une orbite caractérisée par un demi-grand axe de 2,18 UA, une excentricité de 0,14 et une inclinaison de 4,4° par rapport à l'écliptique.

## Compléments